# Tulburea (okręg Prahova)
Tulburea – wieś w Rumunii, w okręgu Prahova, w gminie Predeal-Sărari. W 2011 roku liczyła 67 mieszkańców.